# 朝日放送テレビ制作土曜朝のワイドショー
本項では、朝日放送テレビ（ABCテレビ）の制作により、テレビ朝日系列で毎週土曜の朝に放送されているワイドショー番組について記述する。

## 各番組の歴史
この放送枠の誕生は1975年4月5日。同年3月31日の腸捻転解消に伴い、毎日放送がNET（現：テレビ朝日）からTBSにネットチェンジした事により、これまでNET系列で全国放送をしていた『モーニングショー』の土曜版にあたる『八木治郎ショー』の後番組として『おはようワイド・土曜の朝に』がスタートした。同番組は毎日放送制作の『八木治郎ショー』、関西テレビ制作の『ハイ!土曜日です』に続く3番目に誕生した在阪民放局制作のワイドショー番組であった。
現在放送中の『朝だ!生です旅サラダ』は2023年現在、放送開始から30年を超える長寿番組となっている。
尚、毎年8月の全国高等学校野球選手権大会が開催される期間はABCテレビの放送区域である近畿広域圏はその中継を優先する事で休止とするも、それ以外の地域向けに録画した物を裏送りで放送する形態を採っている。

## 主な番組
- おはようワイド・土曜の朝に（1975年4月5日 - 1989年3月25日）
- 土曜だエブリバディ!（1989年4月1日 - 1990年3月31日）
- 桂三枝のにゅーすコロンブス（1990年4月7日 - 1991年9月28日）
- 海江田万里のパワフルサタデー（1991年10月5日 - 1993年3月27日）
- 朝だ!生です旅サラダ（1993年4月3日 - 現在放送中）